# Лі (фільм)
«Лі» (англ. Lee) — біографічний фільм режисера Еллен Курас, що розповідає про американську фотографку Лі Міллер. Головну роль в ньому грає Кейт Вінслет.

## Сюжет
Центральний персонаж картини — американська фотохудожниця Лі Міллер, яка під час Другої світової війни була кореспонденткою журналу Vogue.

## У ролях
- Кейт Вінслет — Лі Міллер
- Александр Скашґорд — Роланд Пенроуз
- Енді Семберг — Девід Шерман
- Маріон Котіяр — Соланж Д'Айен
- Андреа Райзборо — Одрі Візерс
- Джош О'коннор — Ентоні Пенроуз
- Семюел Барнетт — Сесіл Бітон
- Вінсент Коломб — Поль Елюар
- Джеймс Мюррей — полковник Спенсер

## Виробництво
Проєкт був анонсований в жовтні 2015 року, причому спочатку було відомо, що головну роль зіграє Кейт Вінслет. У червні 2020 року режисером фільму стала Еллен Курас, відома як оператор в картині «Вічне сяйво чистого розуму» (для неї це дебют). Сценарій написала Ліз Ханна. Виробництво розпочалося в жовтні 2021 року, коли до касти приєдналися Маріон Котіяр, Джош О'конор, Джуд Лоу, Андреа Райзборо. Александр Деспла став композитором, Майкл О'коннор — дизайнером костюмів. У лютому 2022 року роль у фільмі отримав Енді Семберг. У жовтні 2022 року стало відомо, що Александр Скашґорд замінить Джуда Лоу.
Зйомки розпочалися у вересні 2022 року в Хорватії. Вони продовжаться в Угорщині, а закінчитись мали в грудні.

## Зовнішні посилання
- Лі на сайті IMDb (англ.)